# Бор (Турция)
Вижте пояснителната страница за други значения на Бор.
Бор (на турски: Bor) е град в Турция, вилает Нигде, Централна Анатолия. Намира се на 14 km северно от град Нигде на висока равнина (1100 m надморско равнище). Районът има 63 020 жители, от които 29 804 в местния център.

## Етимология
Градът е разположен северно от Тавър, недалече от Юдейската порта (Gülek Boğazı). Името му е ново и с голяма степен на вероятност с българска етимология.
Хетите и асирийците са наричали тази местност Туванува. По времето на Кир Младий и Александър Велики се е казвала Дана, а по времето на Римската империя – Тиана. Развалини от тези цивилизации могат да се видят в село Кемерхисар. Бор е град с младо население.

## История
Хората заселват тази висока равнина по времето на Хетското царство. По-късно влиза в състава на Асирия, Фригия, Персия и Древна Македония. По римско време тук е бил построен град Тиана – най-южният град на Кападокия. През византийския период градът станал един от най-важните християнски центрове в близост до Източното Средиземноморие и получил турското име Килисехисар („Градът на църквите“).
Местната икономика е основана на скотовъдството, обработката на кожи и тъкане на килими. Въпреки високата надморска височина климатът благоприятства отглеждането на някои видове лози и плодни дървета. Като цяло районът е беден.

## Забележителности
Руините на град Тиана, римските водопроводи на хълмовете между селата Бахчели и Кемерхисар, комплексът римски бани и акведукта от времето на Каракала (211 – 217 сл. Хр.). До днес е оцелял монументален басейн в Бахчели, редом до хетското селище Кюшк Хююк.

## Известни личности
- Аполоний Тиански (I век) – философ и маг
- Ебубекир Хазим Тепейран (1863 – 1947) – османски писател и чиновник